# Anna (Schiff, 1911)
Die Anna ist ein 1911 gebauter Schlepper, der heute im Historischen Hafen Berlin liegt und von dort aus als Passagierschiff Ausflugsfahrten auf den Wasserstraßen und Seen in und um Berlin unternimmt.

## Geschichte

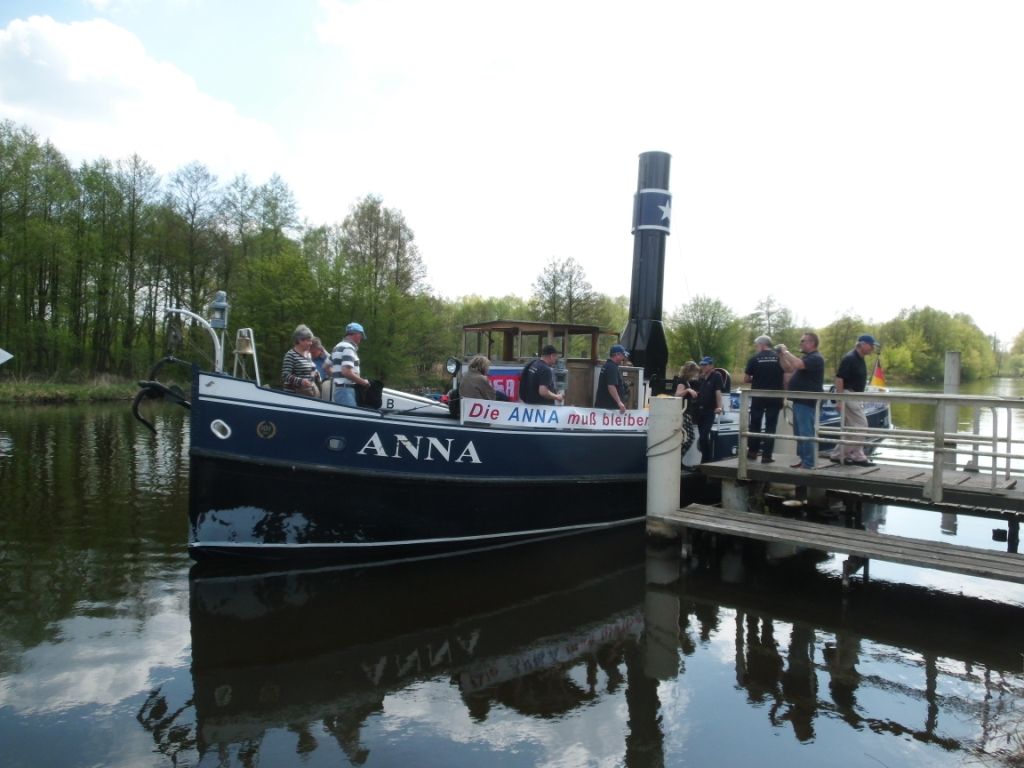
Die Anna am Anleger in Hohenschöpping

### 1911 bis 1962
Die Anna wurde 1911 von der Werft Fritz Bettin’s Söhne in Tangermünde gebaut und zunächst mit Heimathafen Magdeburg als Schlepper auf der Elbe eingesetzt.
1921 wurde sie einem neuen Eigner auf den Namen Iltis umgetauft und mit Heimathafen Zehdenick bis 1962 als Schlepper und Eisbrecher auf der Havel, der Elbe und den Kanälen im Großraum Berlin eingesetzt. Hauptaufgabe war das Schleppen von Lastkähnen mit Heu, Holz, Ziegelsteinen und Baumaterial nach Berlin.

### 1963 bis heute
Das Schiff wurde gegen Ende der 1960er Jahre endgültig außer Dienst gestellt und danach teilweise demontiert bzw. ausgeschlachtet. Die Reste wurden 1998 in Malchow geborgen und auf der Schiffswerft Bolle am Pareyer Verbindungskanal bei Derben wieder zusammengefügt und restauriert. Dabei wurde das Schiff als Passagierschiff für Tagesausflugsfahrten ausgestattet.

## Technische Daten
Die Anna ist 16,94 m lang und 3,81 m breit und verdrängt 30,4 t. Die ursprüngliche Zweizylinder-Verbund-Auspuffdampfmaschine mit 73 PS wurde in den 1960er Jahren durch einen Dieselmotor ersetzt. Der hohe Schornstein, heute nur noch Attrappe, wird beim Unterqueren von Brücken nach hinten umgeklappt.
Das Schiff wird heute mit zwei Personen Besatzung gefahren und kann bis zu 38 Passagiere auf Deck oder in zwei Salons unter Deck befördern.